# Andromeda V
Andromeda V kurz auch And V ist eine spheroidale Zwerggalaxie (dSph) im Sternbild der Andromeda.
Die Galaxie ist etwa 2,52 Millionen Lichtjahre von unserem Sonnensystem entfernt.
Andromeda V ist Mitglied der Lokalen Gruppe und ist ein Satellit der Andromedagalaxie M31.
Die Zwerggalaxie wurde im Jahr 1998 durch die Forschergruppe Armandroff et al. entdeckt nach Untersuchungen der digitalisierten Version der Durchmusterung des zweiten Palomar Sky Survey (POSS-II).
Die Metallizität von Andromeda V liegt über dem mittleren Metallizitäts-Leuchtkraft-Verhältnis der Zwerggalaxien der Lokalen Gruppe.

## Weiteres
- Liste der Satellitengalaxien von Andromeda
- Andromedagalaxie